# Lijst van burgemeesters van Sinoutskerke en Baarsdorp
Dit is een lijst van burgemeesters van de voormalige Nederlandse gemeente Sinoutskerke en Baarsdorp tot die gemeente op 1 januari 1816 opging in de gemeente 's-Heer Abtskerke.
| Ambtsperiode | Naam burgemeester | Partij of stroming | Bijzonderheden      |
| ------------ | ----------------- | ------------------ | ------------------- |
| 1811 - 1813  | Jan de Baar       |                    | maire               |
| 1813 - 1815  | Toutenhoofd       |                    | provisioneel schout |